# Laffly LC2
Le Laffly LC2 est un modèle de camion de la marque Laffly, conçu en 1926. Sur le châssis de base, plusieurs carrosseries ont été montées.

## Historique
Conçu en 1926, le châssis LC 2 possède un empattement de 3,90 m et est équipé d'un moteur Laffly 4 cylindres 90 × 130 de 3 308 cm2,.

### Versions civiles
- Laffly LC 2 en version camion-citerne[réf. souhaitée]
- Laffly LC2 Arroseuse, servant au nettoyage des rues[réf. souhaitée]
- Laffly LC2 Diesel type Sahara, à moteur CLM à deux temps, 2 cylindres à pistons opposés, cylindrée de 3 l. Les trois véhicules produits traversent le Sahara dans un trajet aller-retour de 13 000 km en 1930-1931[3],[4].

### Versions militaires

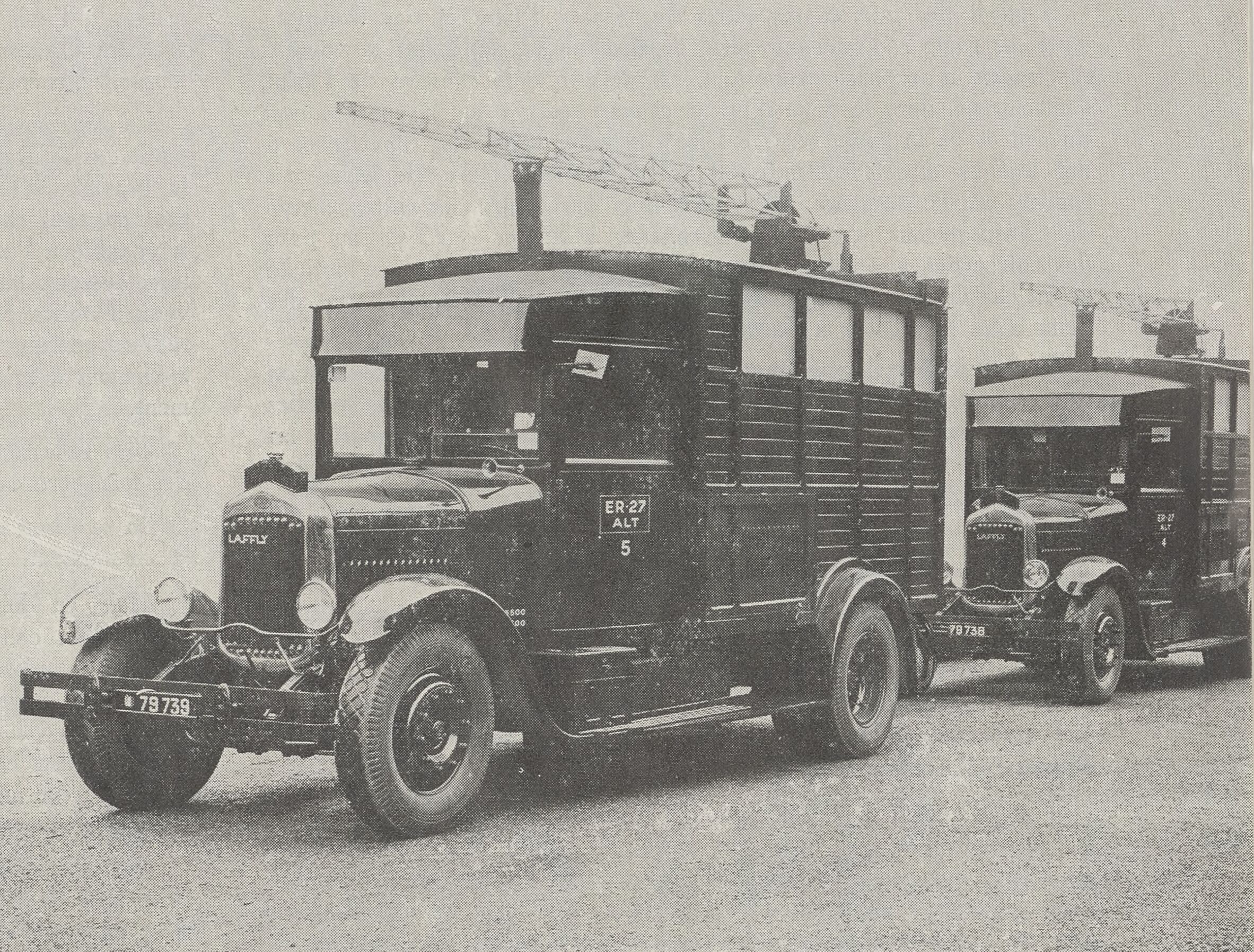
Laffly LC2 R4D radio militaire.

- Laffly LC2 en version camion militaire[5]
- Laffly LC2 en version voiture de télégraphie militaire[6]
- Laffly LC2 N en version camion militaire[6],[7]
- Laffly LC2 N en version Sahara[7],[8] (carrosserie entièrement en tôle pour éviter son pourrissement)[9]
- Laffly LC2 N carrossé en break d'aviation[1],[10]
- Laffly LC2 N en version citerne militaire (1 000 à 3 000 litres selon les variantes)[6],[11]
- Laffly LC2 N en version voiture radio militaire[2],[12]
- Laffly LC2 blindé en version radio militaire[2]
- Laffly LC2 R en version voiture radio militaire[13],[14]
- Laffly LC2 R 50 AM (ou automitrailleuse White-Laffly) : une caisse blindée Ségur & Lorfeuvre récupérée sur les automitrailleuses White TBC montée sur un châssis LC2[1],[15]
- Laffly 80 AM (ou automitrailleuse Laffly-Vincennes) : une caisse blindée conçue par l'atelier de construction de Vincennes montée sur un châssis LC2

Les camionnettes LC2 N sont très appréciées par l'Armée de terre française. Elles sont utilisées avec succès dans les opérations en Afrique française du Nord dans les années 1930, servant par exemple dans les unités d'infanterie motorisée de la Légion étrangère au Maroc,.